# Opel P4
 (signalé en août 2025).
Si vous disposez d'ouvrages ou d'articles de référence ou si vous connaissez des sites web de qualité traitant du thème abordé ici, merci de compléter l'article en donnant les références utiles à sa vérifiabilité et en les liant à la section « Notes et références ».
- Archive Wikiwix
- Bing
- Cairn
- DuckDuckGo
- E. Universalis
- Gallica
- Google
- G. Books
- G. News
- G. Scholar
- Persée
- Qwant
- (zh) Baidu
- (ru) Yandex
- (wd) trouver des œuvres sur Wikidata

L'Opel P4 était une automobile dont Adam Opel AG a construit 65 864 unités entre septembre 1935 et décembre 1937 dans l'usine principale de Rüsselsheim am Main. Le véhicule pouvait accueillir quatre personnes (4 Personen, P4), mais n'avait pas de coffre. Elle était techniquement basée sur la précédente Opel 1,2 L, mais elle a été légèrement modifiée à l'extérieur. Après deux ans, la production prend fin au profit de la première Opel Kadett, introduite en 1936.

## Prix
Le prix de la P4 (modèle standard) était de 1 650 Reichsmark. Au tournant des années 1936/37, la voiture était proposée au «prix hiver» de seulement 1 450 Reichsmark, et les berlines spéciales et décapotables – initialement proposées à 1 880 Reichsmark – étaient également adaptées à la réduction. Avec un revenu mensuel moyen de 250 Reichsmark, la voiture était abordable pour un large éventail de personnes. Avec la Kadett tout aussi puissante et plus moderne (mais aussi plus chère), elle était considérée comme l'une des premières «voitures du peuple». Le fait que la Coccinelle développée par Ferdinand Porsche ait été mise en œuvre était une question politique : la position déjà dominante des entreprises américaines en Allemagne avec l'usine Opel de Brandebourg, construite en 1935, et Ford dans le domaine des camions légers, ne devait pas être étendu au secteur des voitures particulières.

## Carrosserie et châssis

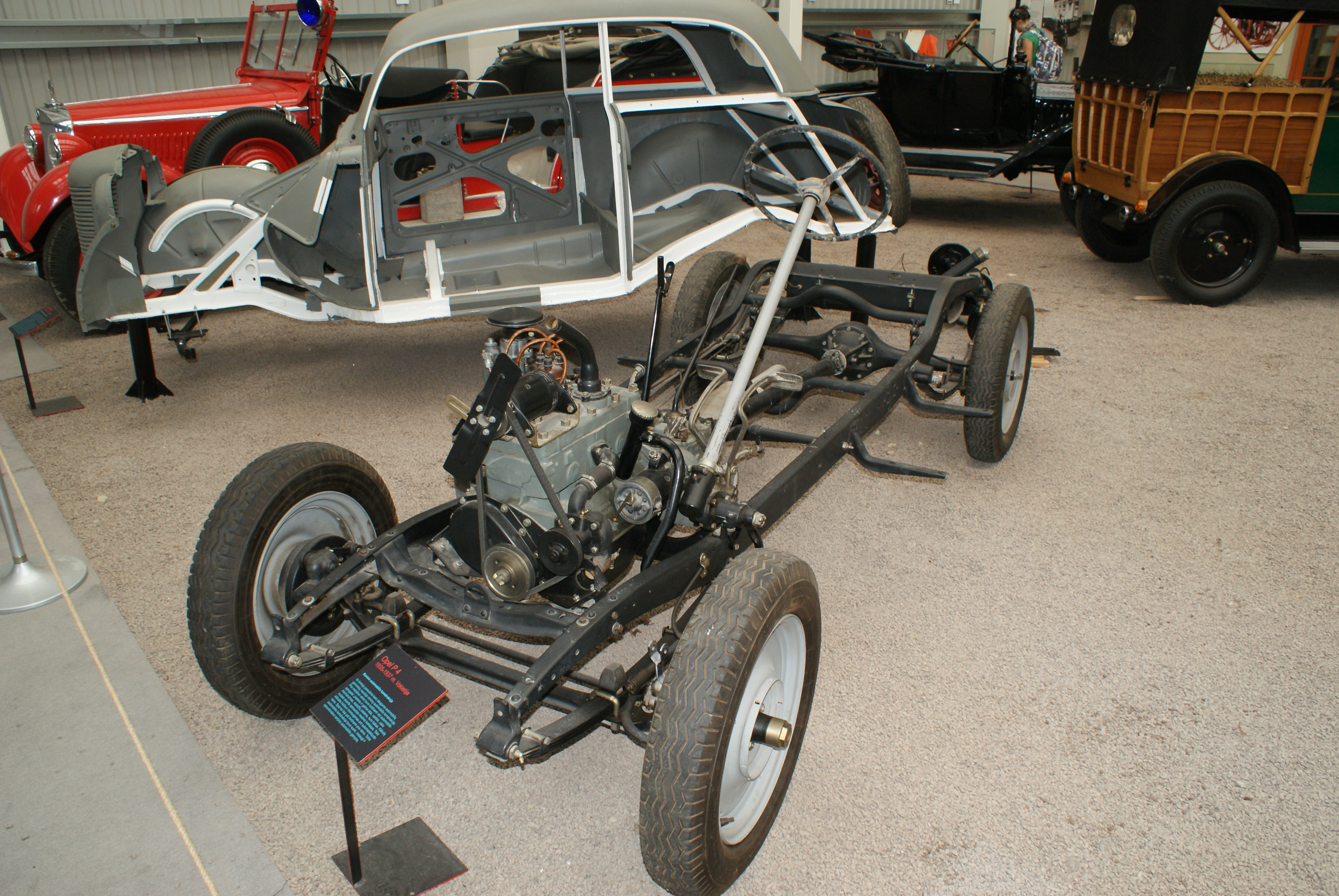
« Châssis roulant » de la P4. En arrière-plan se trouve le modèle en coupe de la carrosserie d'une Kadett

Le châssis est un cadre en échelle constitué de profilés en U. Les essieux rigides sont suspendus sur des ressorts à lames et amortis par des amortisseurs hydrauliques. Les freins sont actionnés par des câbles, aussi bien avec la pédale de frein qu'avec le frein à main à l'intérieur. Les roues à disques en acier portent des pneus 4,25 × 17.
La carrosserie deux portes en bois et en acier était placée sur le cadre et les fenêtres des portes étaient escamotables à l'aide d'une manivelle. Seules les pare-brise avant et arrière étaient en verre trempé («Securit»).
À l'origine, seules deux couleurs étaient disponibles, le gris et le bleu foncé, chacune avec des ailes noires. La partie centrale du toit des berlines standard et spéciales est constituée d'un insert en plastique installé de manière permanente. La capote rabattable de la berline décapotable est en toile gris clair avec une lunette arrière en verre. Une fois fermé, il est maintenu en position par des arceaux insérés sur le cadre de la carrosserie et fixés au cadre du pare-brise à l'aide de deux pinces.
Le tableau de bord est livré en standard avec deux grandes instrumentions rondes éclairées en vert avec l'indicateur de vitesse, l'odomètre, la jauge à essence et le manomètre, il est également équipé d'interrupteurs pour le système d'éclairage, l'essuie-glace et les flèches de direction. Les dossiers des sièges avant, réglables uniquement lorsque le véhicule est à l'arrêt, sont rabattables. Il y a un éclairage intérieur et un rétroviseur intérieur, une boîte à gants ouverte et deux vide-poche dans les portes.
Le système électrique est alimenté par un alternateur de 6 volts et la batterie est installée sous le siège conducteur. Le démarreur est actionné avec une pédale. Le variateur se trouve également dans le plancher gauche. Il y a deux feux fixés à l'arrière du véhicule, qui comprennent le feu arrière, le feu stop et l'éclairage de la plaque d'immatriculation. Deux «yeux de chat» supplémentaires n'étaient requis par la loi qu'après le lancement du modèle, tout comme un voyant bleu pour l'allumage des feux de route. La modernisation était obligatoire. Le réservoir d'essence est monté sous la paroi arrière et peut contenir 25 litres. Le véhicule mesure 3,34 m de long et pèse 755 kg sans accessoires spéciaux.

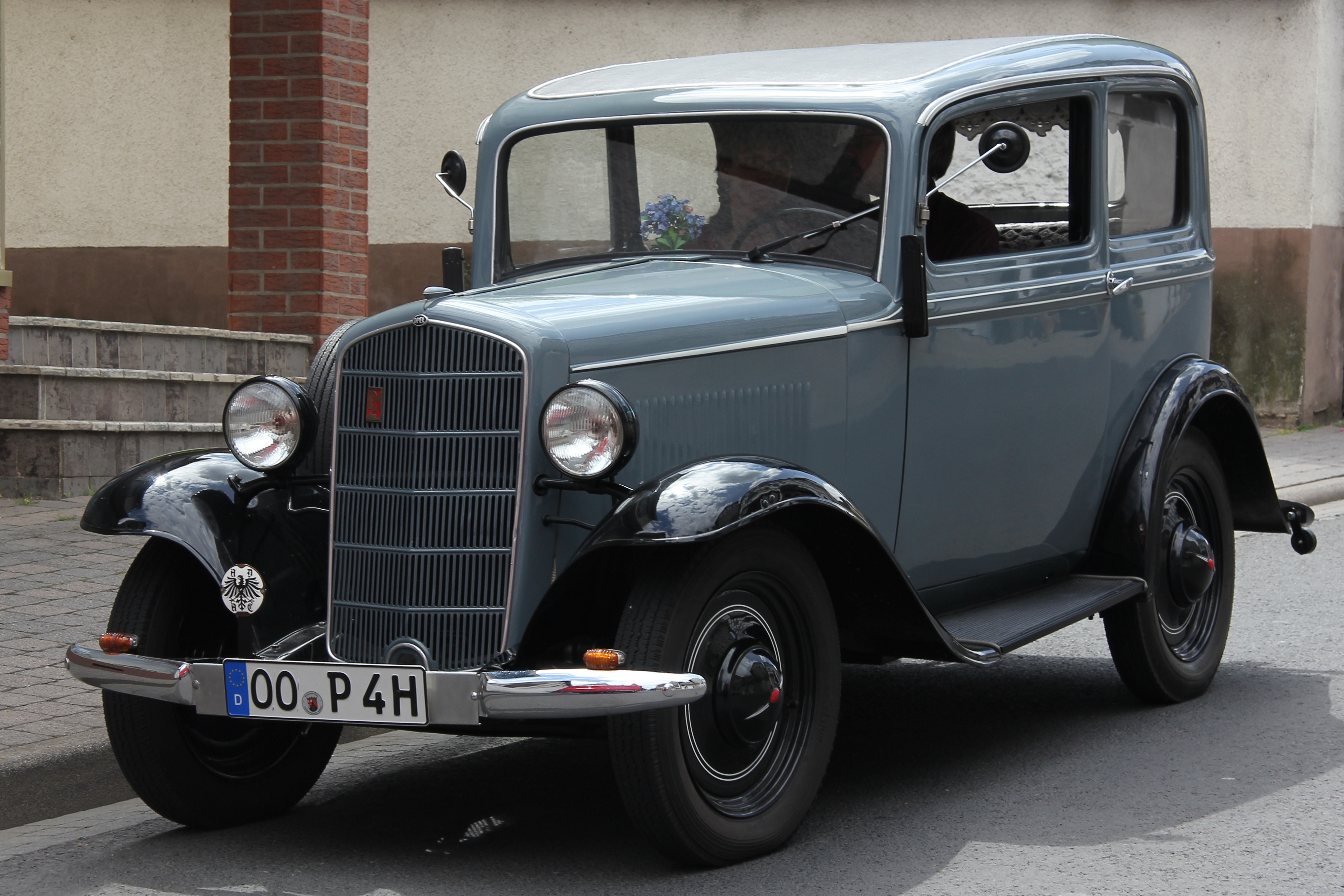
Opel P4, année 1936.
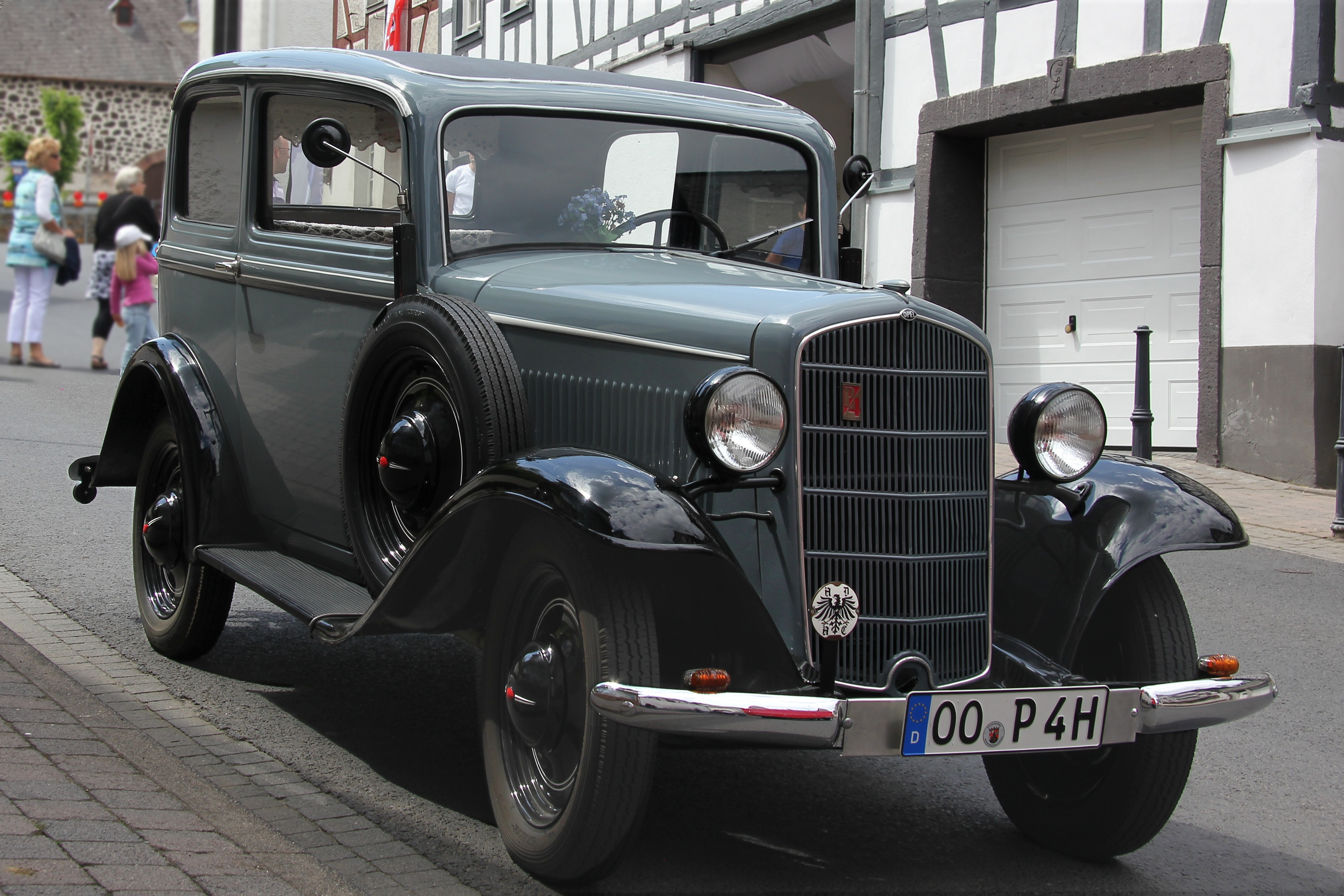
Roue de secours sur l'aile droite.
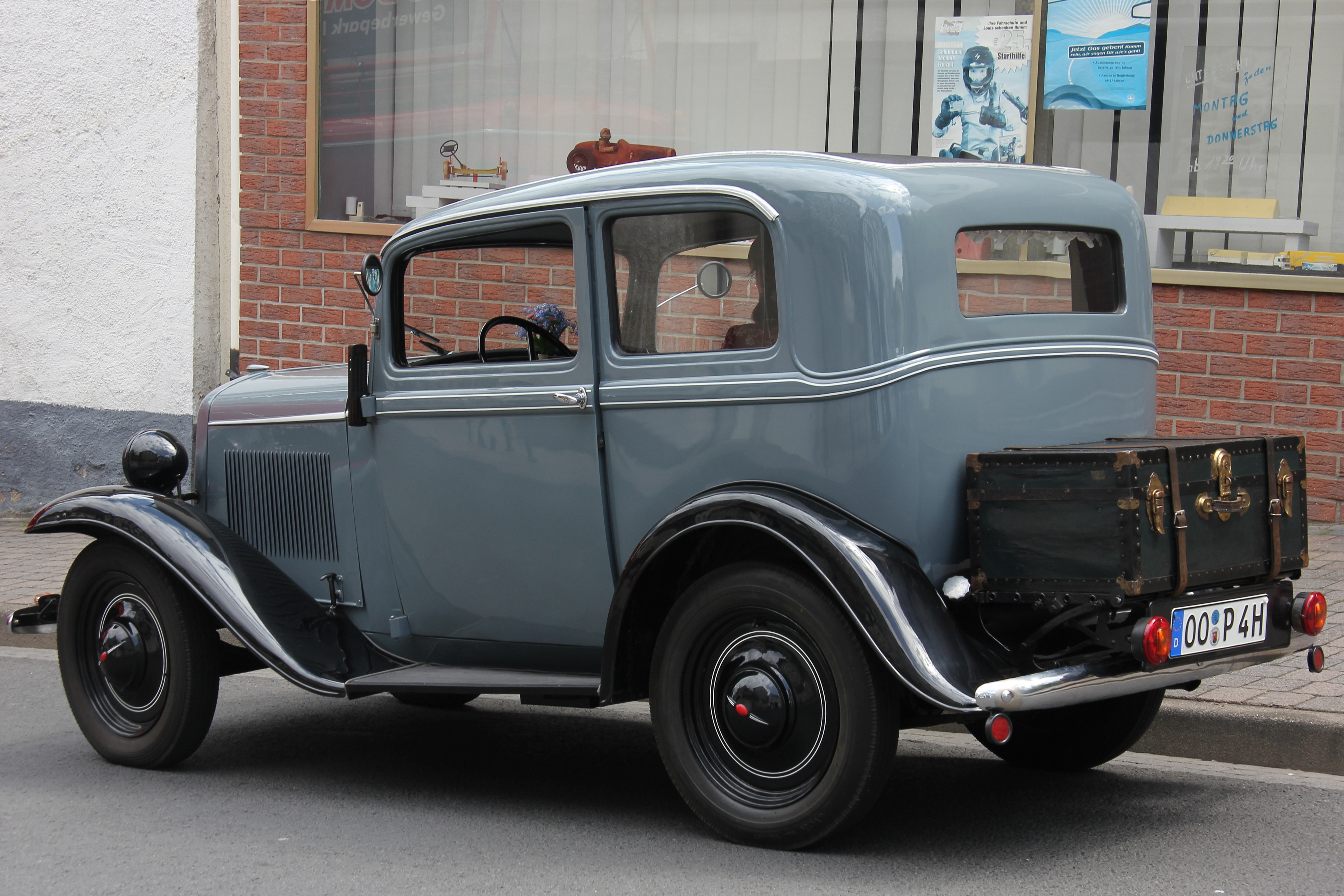
Une valise au lieu d'un coffre.

## Moteur
Le moteur quatre cylindres SV d'une cylindrée de 1,1 litre refroidi par eau et à soupape latérale, basé sur celui de l'Opel 1,2 L, a été utilisé dans la P4 avec un alésage de 67,5 mm et une course légèrement moins longue à 75 mm (65 mm/90 mm dans la 1,2 L). La puissance était de 23 ch à une vitesse de 3 400 tr/min. L'usine a décrit la vitesse maximale de 85 km/h comme une vitesse continue et la P4 a donc été classée comme «à l'épreuve de l'autoroute». Le moteur SV a été installé dans l'Opel Kadett jusqu'à l'arrêt de la production en octobre 1940. En Union soviétique, il a traversé plusieurs étapes de développement dans la Moskvitch 400 et, au milieu des années 1950, il a constitué la base du moteur de 45 ch (33 kW) de la Moskvitch 407, il avait un alésage élargi, une vitesse nominale plus élevée et une commande de soupapes à soupapes en tête qui ont permis d'obtenir presque deux fois les performances d'origine.
La puissance du moteur était transférer sur les roues arrière via un embrayage à sec monodisque, une transmission manuelle non synchronisée, un arbre de transmission et un différentiel; le levier de vitesses reposait directement sur la boîte de vitesses (circuit intermédiaire). Le carburateur à aspiration descendante, présenté dans la publicité comme particulièrement innovant et fabriqué par Opel sous licence du constructeur américain Carter Carburetor, était équipé d'une pompe d'accélération. La consommation d'essence avec un très faible indice d'octane de 72 était de 8 à 10 l/100 km.

## Variantes d'équipement
En variantes, Opel proposait une berline décapotable et une berline spéciale pour 1 880 Reichsmark. Les deux modèles étaient reconnaissables à la roue de secours sur l'aile droite au lieu d'être à l'arrière et au porte-bagages rabattable à l'arrière, sur lequel une valise autoportante proposée en accessoire pouvait être fixée à l'aide de sangles en cuir. Un conteneur étanche pouvait également être vissé sur le porte-bagages, qui contenait des valises standards et avait des tuyaux fixés à la carrosserie. Contrairement au modèle standard avec boîte de vitesses à trois vitesses, livré de série sans pare-chocs et sans jauge à essence, la décapotable et la berline spéciale étaient équipés d'une boîte de vitesses à quatre vitesses. À partir de 1937, la boîte de vitesses à trois vitesses est installée dans la berline décapotable.
Une petite camionnette de livraison basée sur la P4 était également proposée au prix de 1 890 Reichsmark.
En 1935, Opel a réalisé avec les modèles P4 à quatre cylindres, sa prédécesseur l'Opel 1,2 L (construite jusqu'en septembre 1935), l'Opel 1,3 L (construite jusqu'en octobre 1935) et l'Olympia (construite à partir d'avril 1935) ainsi que l'Opel 6 à six cylindres, une production totale de 100 000 véhicules, ce qui en faisait le plus grand constructeur automobile d'Europe.